# 이이다 쇼지로

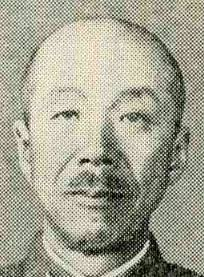
이다 쇼지로

이이다 쇼지로(飯田祥二郎)는 일본 제국의 육군군인이다. 최종 계급은 육군 중장.